# Jeanette Kimball
Pour les articles homonymes, voir Kimball.
Jeanette Kimball (18 décembre 1906 – 28 mars 2001), née Jeanette Salvant, est une pianiste de jazz de formation classique qui joue dans des groupes de jazz pendant plus de 70 ans, principalement à la Nouvelle-Orléans. Elle reçoit le prix Black Men of Labor Jazz Legacy en 1998. 

## Biographie
Née à Pass Christian, dans le Mississippi, Kimball est issue d'une famille aux racines créoles françaises et était la nièce du pianiste de blues Isadore "Tuts" à Washington. À sept ans, elle  commence à jouer du piano et à l'adolescence, elle se produit en tant que musicienne professionnelle avec des formations à cordes classiques, puis sur le terrain du jazz. Elle joue au cours de ses 70 ans de carrière dans des groupes de jazz traditionnels, en 1926 pour la première fois dans un groupe de danse "Society", l'Original Tuxedo Orchestra de Papa Celestin, avec qui elle part en tournée dans le sud des États - Unis. En 1929, elle épouse le banjoiste et guitariste Narvin Kimball, membre du groupe de Papa Celestin. En 1935, elle quitte le groupe pour élever leurs enfants. Après son divorce, elle utilise encore son nom de jeune fille, Kimball et commence sa nouvelle carrière au milieu des années 1940. Elle travaille notamment avec Buddy Charles, Herb Leary et Sidney Desvigne. De plus elle est organiste et directrice de chorale à l'église catholique Holy Ghost. 
Dans les années 1950, Kimball travaille de nouveau avec Papa Celestin, lorsqu'il réactive son groupe, qui est alors sous la direction de Papa French. Elle est également membre du Preservation Hall Jazz Band et joue avec l'Original Camellia Jazz Band de Clive Wilson. Elle apparait en 1976 sur l'album live du Festival de jazz de Breda, Jeanette Kimball Meets the Fondy Riverside Bullet Band. L'album Sophisticated Lady (avec Frank Fields et Freddie Kohlman) sort en 1999. La même année, elle reçoit le Black Men of Labor Jazz Legacy Award. Dans le domaine du jazz, Kimball réalise entre 1953 et 1991 72 sessions d’enregistrement, notamment avec Alvin Alcorn, Paul Barbarin, Papa Celestin, Punch Miller et Johnny St. Cyr. 
Elle quitte la Nouvelle-Orléans dans les années 1990 pour vivre en Ohio et en Caroline du Sud. Elle meurt à Charleston, en Caroline du Sud, à l'âge de 94 ans.